# Cape Poge Wildlife Refuge
Das Naturschutzgebiet Cape Poge Wildlife Refuge umfasst eine Fläche von insgesamt 516 Acres (2,1 km²) und befindet sich auf der zu Edgartown gehörenden Insel Chappaquiddick auf dem Gebiet des Bundesstaats Massachusetts der Vereinigten Staaten. Es wird von der Organisation The Trustees of Reservations verwaltet.

## Geschichte
Chappaquiddick ist von Martha’s Vineyard getrennt, seit im Jahr 2007 ein Sturm die schmale Landverbindung am Norton Point durchtrennte. Daher ist heute der Zutritt zum Schutzgebiet ausschließlich über den Wasserweg per Boot von Edgartown aus möglich.
Das östliche Ende der Insel bildet einen natürlichen Strandwall und entstand bereits vor mehreren tausend Jahren durch Strömungen, die entlang der Küste führen und tonnenweise Sand anspülten. Heute erstreckt sich dieser Strand über eine Strecke von 7 mi (11,3 km) von Wasque Point im Süden bis zum Cape Poge Gut. Im nördlichen Bereich nisten Gelbfuß-Regenpfeifer, Seeschwalben und Braunmantel-Austernfischer.
Die Trustees bekamen die ersten Teilflächen des heutigen Schutzgebiets im Jahr 1959 geschenkt. Weitere Teile konnten in den 1970er Jahren sowie 1995 käuflich erworben werden, ergänzende Schenkungen erfolgten in den 1960er, 1970er und 1980er Jahren.

## Schutzgebiet
Das Cape Poge Wildlife Refuge bildet mit den unmittelbar angrenzenden Schutzgebieten Mytoi und Wasque den größten Teil eines insgesamt knapp 1.000 Acres (4 km²) Areals, das vielfältige Freizeit- und Erholungsmöglichkeiten bietet. An der Nordspitze der Insel steht der erstmals 1801 errichtete Leuchtturm Cape Poge Light, der Schiffe durch den Muskeget Channel in den Hafen von Edgartown geleitet. Der Turm wurde bereits zweimal das Opfer von Stürmen und Erosion und musste 1844 und zuletzt 1893 neu gebaut werden.
Das Gebiet ist rund um die Uhr zugänglich, jedoch während der Nachtstunden auf Angler beschränkt. Insgesamt stehen 14 mi (22,5 km) an Wanderwegen zur Verfügung. Der Zugang zum Schutzgebiet ist für Mitglieder der Trustees kostenfrei, Nichtmitglieder müssen hingegen Eintrittsgeld bezahlen. Im Schutzgebiet ist die saisonale Jagd erlaubt, darüber hinaus gilt eine umfangreiche Liste mit Verhaltensregeln.